# عمر عبدالواسع
عمر عبدالواسع (انگلیسی: Omar Abdelwasea؛ زادهٔ ۶ نوامبر ۱۹۹۳) یک ورزشکار است.